# لسين المخيخ
لُسين المُخيخ (بالإنجليزية: Lingula of cerebellum)‏ هوَ ناتئ صَغير يُشبه اللسان يَتكون من 4 أو 5 أَوراق، ويَقع أمام الفص المركزي الذي يُغطي عليه.
يَقع اللُسين من الأمام على السطح الظَهري للشراع النُخاعي العلوي، وتمتد مادته مع مادة هذا الشِراع.